# Волосатовское сельское поселение
Волосатовское сельское поселение — муниципальное образование в Селивановском районе Владимирской области России.
Административный центр — посёлок Новый Быт.

## География
Территория сельского поселения расположена в северо-западной части Селивановского района.

## История
Волосатовский сельсовет образован в 1920-х годах с центром в посёлке станции Волосатая в составе Больше-Григоровской волости Вязниковского уезда, с 1929 года в составе Селивановского района. В 1954 году в состав сельсовета включены населённые пункты упразднённого Ильинского сельсовета.
Волосатовское сельское поселение образовано 13 мая 2005 года в соответствии с Законом Владимирской области № 59-ОЗ. В его состав вошли территории бывших Волосатовского и Копнинского сельских советов. 

## Население
| 2010  | 2011  | 2012  | 2013  | 2014  | 2015  | 2016  | 2017  | 2018  |
| ----- | ----- | ----- | ----- | ----- | ----- | ----- | ----- | ----- |
| 1578  | ↘1573 | ↘1563 | ↗1587 | ↘1551 | ↘1516 | ↘1486 | ↘1464 | ↘1439 |
| 2019  | 2020  | 2021  |       |       |       |       |       |       |
| ↗1456 | ↗1467 | ↗1635 |       |       |       |       |       |       |

## Состав сельского поселения
В состав поселения входит 12 населённых пунктов:
| №  | Населённый пункт | Тип населённого пункта          | Население |
| -- | ---------------- | ------------------------------- | --------- |
| 1  | Денисово         | деревня                         | ↘3        |
| 2  | Ивонино          | деревня                         | ↗11       |
| 3  | Ильинское        | село                            | ↗48       |
| 4  | Копнино          | деревня                         | ↘363      |
| 5  | Лукояниха        | деревня                         | →13       |
| 6  | Матвеевка        | деревня                         | ↘24       |
| 7  | Новый Быт        | посёлок, административный центр | ↗1111     |
| 8  | Пчелкино         | деревня                         | ↘2        |
| 9  | Сеньково         | деревня                         | ↗3        |
| 10 | Скалово          | деревня                         | ↘38       |
| 11 | Таковиха         | деревня                         | ↘1        |
| 12 | Тучково          | село                            | ↗18       |